# Lockheed Hudson
Lockheed Hudson – lekki samolot bombowy i morski samolot patrolowy zaprojektowany w zakładach Lockheed Corporation, wykorzystywany podczas II wojny światowej.
Samolot został zaprojektowany krótko przed wybuchem wojny w wytwórni lotniczej Lockheed Aircraft Corporation na zamówienie Royal Air Force. Głównym odbiorcą samolotów było lotnictwo obrony wybrzeża (RAF Coastal Command), ale wykorzystywano je również w roli samolotów transportowych i treningowych oraz do zadań specjalnych (przerzut agentów do okupowanej Francji), a nawet myśliwskich. Kolejnymi użytkownikami były dywizjony zwalczania okrętów podwodnych Royal Canadian Air Force i lotnictwa innych państw.

## Historia

### Geneza

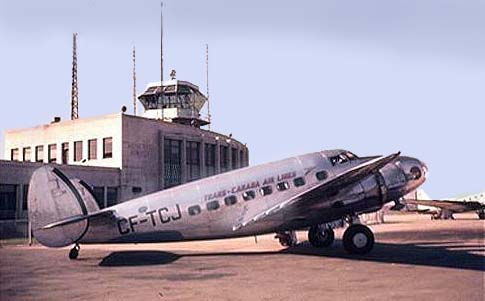
Lockheed L-14 Super Electra na którego podstawie powstał Hudson

W 1938 strona brytyjska poszukiwała amerykańskiego morskiego samolotu patrolowego, który wzmocniłby flotę używanych dotychczas rodzimej produkcji Avro Ansonów. 10 grudnia 1938 Lockheed zaprezentował zmodyfikowaną wersję pasażerskiego o nazwie Lockheed L-14 Super Electra, która szybko weszła do produkcji pod oznaczeniem Hudson Mk I. Dostawy do Wielkiej Brytanii rozpoczęły się w lutym 1939, w maju przezbrojono w nie 224 Dywizjon RAF z bazy Leuchars w Szkocji.
Dostarczono 350 egzemplarzy wersji Mk I i dwadzieścia Mk II, które uzbrojone były w dwa karabiny maszynowe Browning w nosie maszyny oraz dwa w grzbietowej wieżyczce Boulton Paul Type C. Hudson Mk III odznaczał się wzmocnionym uzbrojeniem oraz mocniejszymi silnikami (wyprodukowano 428 egzemplarzy).
Wersje Mk V  i Mk VI (odpowiednio 309 i 450 wyprodukowanych i dostarczonych samolotów) były napędzane silnikami Pratt & Whitney Twin Wasp. RAF otrzymał również 380 samolotów Mk IIIA i 30 Mk IV w ramach programu Lend-Lease.

### Użycie bojowe
Chociaż zdetronizowane później przez cięższe bombowce, samoloty tego typu odniosły wiele znaczących sukcesów w pierwszej połowie wojny.
8 października 1939 Hudson zniszczył niemiecki samolot – było to pierwsze w czasie II wojny światowej zestrzelenie samolotu RAF startującego z bazy Wielkiej Brytanii oraz pierwsze przez samolot amerykańskiej produkcji.
1 marca 1942 PBO-1 należący do United States Navy stał się pierwszym amerykańskim samolotem, który zatopił niemiecki okręt podwodny („U-656”), na południe od Nowej Fundlandii), natomiast 31 lipca 1942 Hudson Royal Canadian Air Force zatopił „U-754”.
27 sierpnia 1941 Hudson z 269 Dywizjonu RAF zaatakował i uszkodził niemiecki okręt podwodny „U-570”. Załoga niemogącego zanurzyć się U-Boota poddała się latającemu nad nim Hudsonowi – był to pierwszy okręt podwodny nieprzyjaciela zdobyty przez RAF.
13 sierpnia 1940 Hudson należący do Royal Australian Air Force rozbił się niedaleko stolicy kraju, Canberry. W wyniku katastrofy zginęła załoga i trzech członków australijskiego rządu. Lotnictwo australijskie zaczęło wykorzystywać bojowo Hudsony w 1941. Użytkownikiem samolotów tego typu były również Royal New Zealand Air Force. Lotnictwa: australijskie, nowozelandzkie i US Navy wykorzystywały Hudsony jako samoloty patrolowe podczas wojny na Pacyfiku.
Służyły one również w dywizjonach do zadań specjalnych RAF-u: 161 (Europa) i 357 (Birma).
Wyprodukowano 2584 samoloty tego typu. Wycofywanie ich ze służby liniowej rozpoczęło się w 1944.

## Wersje samolotu

### Zamówienia brytyjskie

#### Hudson Mk I

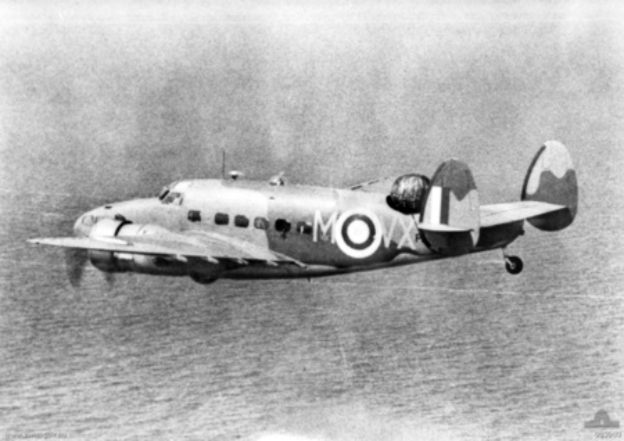
Hudson Mk I Dywizjonu 206 RAF

Pierwsza seria produkcyjna, oznaczenie fabryczne B14L,  zamówiona przez British Purchasing Commision, początkowo w liczbie 200 egzemplarzy, następnie powiększona o 150 samolotów.  W tej wersji napęd stanowiły silniki Wright GR-1820-G102 o mocy 1100 KM przy starcie i 900 KM na wysokości 6700 stóp (2050 m).  Uzbrojenie stanowiły dwa nieruchome karabiny maszynowe 7,7 mm w przedniej części kadłuba i grzbietowa wieżyczka Boulton Paul Type C (instalowanej już w Wielkiej Brytanii) oraz do 1400 funtów (635 kg bomb lub bomb głębinowych).
50 samolotów wyprodukowanych z silnikami Pratt & Whitney Twin Wasp SC3-G, oznaczenie fabryczne Model B14S, zostało dostarczone dla RAAF gdzie były początkowo znane także jako Hudson Mk I, ale w późniejszym czasie ich oznaczenie zmieniono na Mk IV.

#### Hudson Mk II
20 samolotów, oznaczenie producenta 414, różniących się od Mk I śmigłami o stałych obrotach i wzmocnionym kadłubem.  Jeden z samolotów używany był przez linie lotnicze BOAC, jeden używany był przez RCAF.  W służbie RAAF model znany był początkowo jako Mk III, w późniejszym czasie oznaczenie zmieniona na Mk IV.

#### Hudson Mk III
428 samolotów z kadłubem wersji Mk II i silnikami o większej mocy – GR-1820-G205A (1200 KM przy starcie, 1050 na wysokości 6700 stóp).  Uzbrojenie obronne zostało wzmocnione o trzy pojedyncze karabiny maszynowe 7,7 (dolne i boczne stanowiska strzeleckie).  Niektóre z samolotów zostały zmodyfikowane poprzez dodanie dodatkowych zbiorników z paliwem i otrzymały oznaczenie Mk II (LR) (Long Range – dalekiego zasięgu), pozostałe, niezmodyfikowane samoloty z tej serii otrzymały wówczas oznaczenie Mk III (SR) (Short Range – krótkiego zasięgu).  Model używany był RAF, RCAF, RZNAF i linie lotnicze BOAC.

#### Hudson Mk IIIA
Samoloty z programu Lend-Lease zamówione jako A-29-LO (zobacz poniżej).

#### Hudson Mk IV

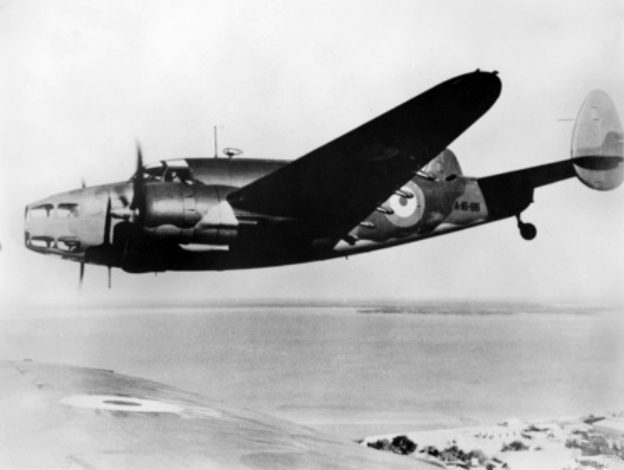
Hudson Mk IV w służbie RAAF

Oznaczenie dla samolotów Mk I i II używanych przez RAAF.

#### Hudson Mk IVA
Samoloty z programu Lend-Lease dla RAAF zamówione A-28-LO (zobacz poniżej).

#### Hudson Mk V
Kadłub i uzbrojenie obronne wersji Mk III z silnikami Twin Wasp S3C-4G (1200 KM przy starcie, 1100 KM na wysokości 780 m).  Pierwsze 202 samoloty miały oryginalny system paliwowy i były oznaczone jako Mk V (SR), 207 następnych z powiększonymi zbiornikami znane były jako Mk V (LR).  Wersja używana była przez RAF, RCAF, RNZAF i linie lotnicze BOAC.  Kilka egzemplarzy RAF-U zostało przekazane jednostkom AAF stacjonującym w Wielkiej Brytanii.

#### Hudson Mk VI
Samoloty z programy Lend-Lease zamówione jako A-28A-LO (zobacz poniżej).

#### Hudson C.VI
Wersja transportowa A-28A-LO (zobacz poniżej).

### Lend – Lease
Po podpisaniu 11 marca 1941 przez prezydenta Roosevelta ustawy Lend-Lease, wcześniejsze brytyjskie kontrakty na Hudsony zostały przejęte przez amerykański Department of Army i 1302 samoloty tego typu zostały wyprodukowane z amerykańskimi oznaczeniami i numerami seryjnymi.

#### A-28-LO
52 samoloty z silnikami Pratt & Whitney R-1830-45 zbudowane dla RAAF (amerykańskie numery seryjne 41-23171/23222, australijskie – A16-101/152).

#### A-28A-LO
Wersja Hudson Mk V z silnikami Pratt & Whitney R-1830-67 zbudowana dla sił powietrznych państw Wspólnoty Narodów.  Z 450 samolotów, 410 zostało przekazanych dla RAF (z czego trzy ostatnie dostarczono AAF, a jeden dla Aviação Naval Portuguesa), 36 dla RCAF i 4 dla RNZAF).  Niektóre z maszyn RAF po usunięciu uzbrojenia były używana jako samoloty transportowe z oznaczeniem Hudson C.VI.

#### A-29-LO

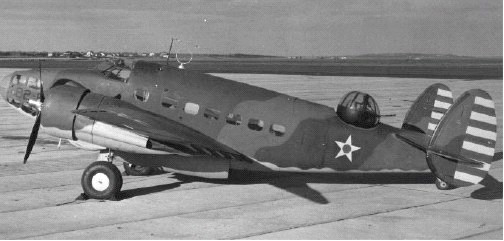
Należący do US Navy PBO-1 na lotnisku na Nowej Fundlandii w 1942 roku

Wersja z silnikami Wright R-1820-87.  Konstrukcyjnie były identyczne do Hudsonów Mk III (LR), w służbie państw Commonwealthu znane były jako Mk IIIA.  Z 616 zamówionych samolotów, 20 otrzymała US Navy jako PBO-1, 32 otrzymał RAF, 133 dostarczono RCAF, 41 otrzymał RAAF, 14 dostarczono RNZAF, 23 otrzymały chińskie siły powietrzne, 153 otrzymał AAF, 24 zostały przebudowane jako A-29B-LO.

#### A-29A-LO
Wersja transportowa identyczna do A-29-LO z wyjątkiem wnętrza kadłuba przystosowanego do przewozu żołnierzy.  Dla RAF-u zbudowano 289 maszyn, RAAF otrzymał 65 samolotów, RNZAF przekazano 23 samoloty, RCAF – cztery, a chińskie siły powietrzne otrzymały trzy maszyny tego typu.

#### A-29B-LO
24 samoloty z serii A-29-LO zatrzymane przez AAF i używane aerofotografii.

### Zamówienia AAF
8 maja 1942 AAF zamówił u Lockheeda 300 samolotów do szkolenia zaawansowanego (AT – Advanced Trainer).  83 samoloty używane były do szkolenia nawigatorów, pozostałe były używane do szkolenia strzelców pokładowych.

#### AT-18-LO
Wersja z silnikami Wright R-1820-82 o mocy 1200 KM i wieżyczką Martin 250 CE z dwoma karabinami maszynowymi 12,7 mm.

#### AT-18A-LO
Nieuzbrojona wersja AT-18 używana do szkolenia nawigacyjnego z miejscem dla pilota, instruktora i trzech uczniów.

## Dane techniczne i osiągi
|                                      | Hudson Mk I         | Hudson Mk III       | Hudson Mk IIIA   | Hudson Mk IVA   | Hudson Mk VI    |
| Rozpiętość skrzydeł (m)              | 19,96               | 19,96               | 19,96            | 19,96           | 19,96           |
| Długość (m)                          | 13,51               | 13,51               | 13,51            | 13,51           | 13,51           |
| Wysokość (m)                         | 3,61                | 3,61                | 3,61             | 3,61            | 3,61            |
| Powierzchnia skrzydeł (m²)           | 51,19               | 51,19               | 51,19            | 51,19           | 51,19           |
| Silniki                              | Wright R-1820-G102A | Wright R-1820-G205A | Wright R-1820-87 | P & W R-1830-45 | P & W R-1830-67 |
| Moc startowa (KM)                    | 1100                | 1200                | 1200             | 1050            | 1200            |
| Moc na pułapie (KM/m)                | 900/2042            | 900/4633            | 1000/4328        | 1000/3505       | -               |
| Masa własna (kg)                     | 5275                | 5985                | 5817             | 5810            | 5958            |
| Masa startowa (kg)                   | 7938                | 8391                | 9298             | 8391            | 8391            |
| Obciążenie powierzchni (kg/m²)       | 155                 | 163                 | 181              | 164             | 164             |
| Prędkość maks. (km/h na wysokości m) | 396/1980            | 410/5800            | 407/4570         | 418/3800        | 420/?           |
| Prędkość przel. (km/h)               | 273                 | 358                 | 329              | 331             | 360             |
| Prędkość wznoszenia (m/min)          | 664/1               | 675/1               | 3050/6,5         | 3050/7,8        | 658/1           |
| Pułap operacyjny (m)                 | 7620                | 7470                | 8080             | 7925            | 8230            |
| Zasięg (km)                          | 3155                | 3475                | 4500             | 2900            | 3480            |

## Zachowane egzemplarze

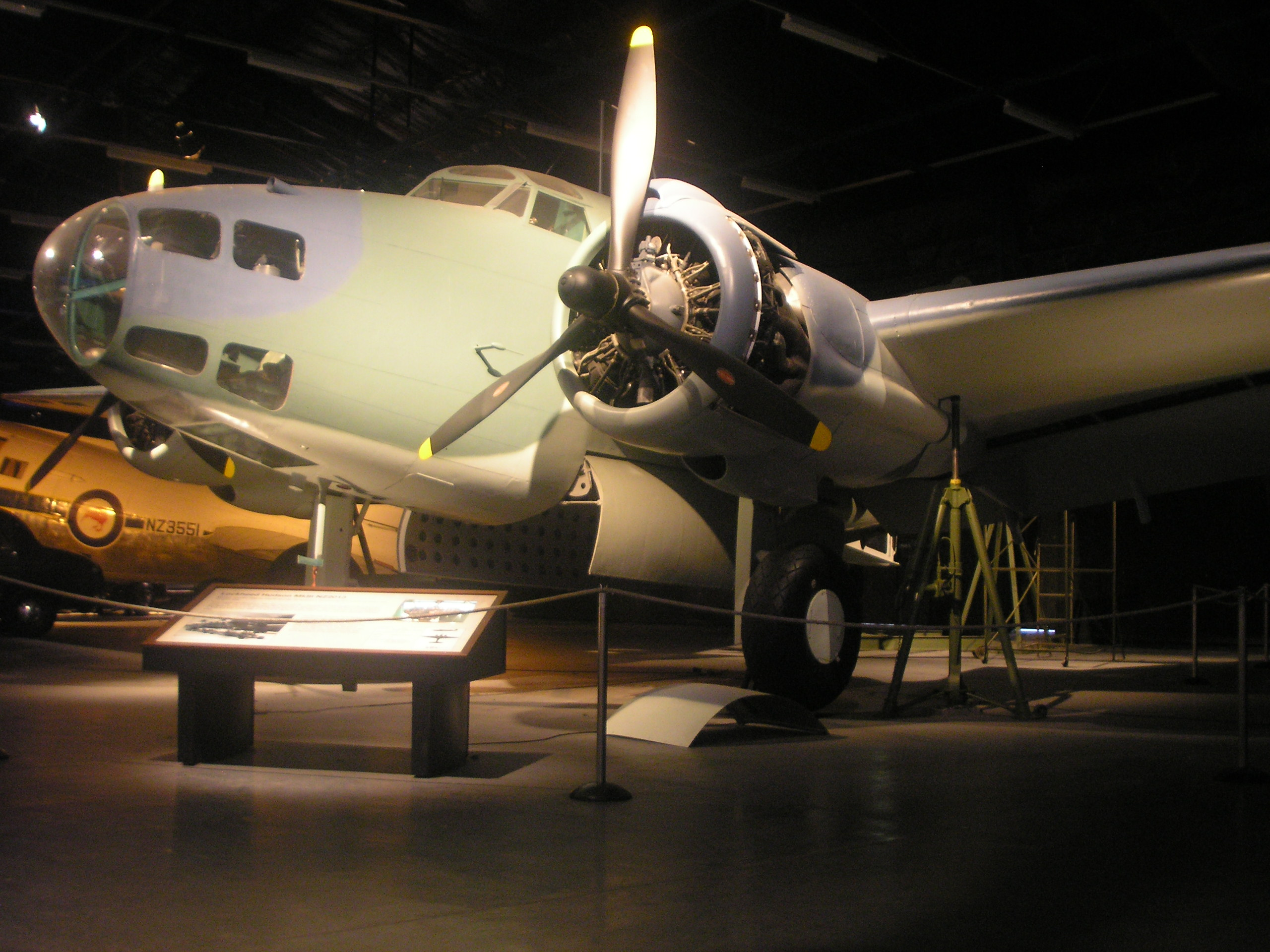
Hudson w RNZAF Museum Wigram

- Australia: Temora Aviation Museum, Australian War Memorial, RAAF Museum
- Kanada: North Atlantic Aviation Museum w Gander (Nowa Fundlandia i Labrador)
- Nowa Zelandia: Royal New Zealand Air Force Museum w Christchurch, Museum of Transport and Technology w Auckland
- Wielka Brytania: Royal Air Force Museum w Hendon